# Howard Roberts (escultor)
Howard Roberts (Filadélfia, Pensilvânia, 8 de abril de 1843 – 19 de abril de 1900) foi um escultor norte-americano. Na época da Exposição Centenária de 1876, ele era "considerado o escultor norte-americano mais talentoso". Mas sua produção foi pequena, sua reputação logo foi superada por Augustus Saint-Gaudens e outros, e agora ele está quase esquecido. Exemplos de seu trabalho estão nas coleções da Academia de Belas Artes da Pensilvânia, no Museu de Arte da Filadélfia e no Capitólio dos Estados Unidos.

## Biografia
Nascido em uma família abastada da Filadélfia, Roberts estudou na Academia de Belas Artes da Pensilvânia sob o comando do escultor Joseph A. Bailly.